# Lou Adler
Lou Adler (* 13. prosince 1933 Chicago, Illinois, USA) je americký hudební producent, manažer a vlastník klubu Roxy Theatre. V roce 1964 spoluzaložil hudební vydavatelství Dunhill Records a v roce 1967 pak Ode Records. Ve stejném roce se podílel na pořádání festivalu Monterey Pop Festival a byl producentem stejnojmenného koncertního filmu. V roce 1972 získal cenu Grammy za píseň roku (produkoval „It's Too Late“ Carole King) a rovněž i za album roku za album Tapestry, které rovněž produkoval. Jako producent spolupracoval také například se skupinou Spirit (jejich první album Spirit), Scottem McKenziem (píseň „San Francisco (Be Sure to Wear Flowers in Your Hair)“) nebo skupinou The Mamas and the Papas (píseň „California Dreamin'“)
V roce 2013 byl uveden do Rock and Roll Hall of Fame.